# Sten Mende
Sten Mende (* 1969) ist ein deutscher Kameramann.

## Leben und Wirken
Sten Mende arbeitete von 1992 bis 1998 als Beleuchter und Oberbeleuchter beim Film und Fernsehen. Danach folgte dann von 1998 bis 2003 ein Kamera-Studium an der Filmakademie Baden-Württemberg in Ludwigsburg. Seit 2000 ist Sten Mende als freier Kameramann tätig, bei zahlreichen Werbefilmen, aber auch Fernsehproduktionen und Kinofilmen. 2004 machte er seinen Diplomabschluss mit dem Kurzspielfilm Tompson Musik.
Sten Mende ist Mitglied der Deutschen Filmakademie und wohnt in Berlin.

## Filmografie (Auswahl)
- 2002: Always Crashing in the Same Car
- 2002: Der Elefant – Mord verjährt nie (Pilotfilm zur Fernsehserie)
- 2004: Piff paff puff (Fernsehfilm)
- 2004: Fliehendes Land
- 2005: Die unlösbaren Fälle des Herrn Sand (Fernsehfilm)
- 2006–2007: K3 – Kripo Hamburg (Fernsehserie, 3 Folgen)
- 2007: Prager Botschaft (Fernsehfilm)
- 2008: Tod in der Eifel (Fernsehfilm)
- 2008: Weitertanzen
- 2009: Killerjagd. Töte mich, wenn du kannst (Fernsehfilm)
- 2009: Der Fürsorger oder Das Geld der Anderen
- 2009: Unschuldig (Fernsehserie, 1 Folge)
- 2010: Schenk mir dein Herz
- 2010: Der Albaner
- 2011: Kommissarin Lucas – Gierig (Fernsehreihe)
- 2012: Draussen ist Sommer
- 2013: Freier Fall
- 2013: Achtung, Fertig, WK!
- 2014: Marie Brand und das Mädchen im Ring
- 2015: Unterm Radar
- 2016: Mängelexemplar
- 2016: Winnetou – Der Mythos lebt (Fernsehdreiteiler)
- 2017: Rock My Heart – Mein wildes Herz
- 2018: Teufelsmoor (Fernsehfilm)
- 2018: Sieben Stunden
- 2019: Kidnapping Stella
- 2019: Gut gegen Nordwind
- 2020: Curveball – Wir machen die Wahrheit
- 2021: Charlotte Link – Die Suche
- 2021: Ein nasser Hund
- 2022: Tatort: Hubertys Rache
- 2022: Tatort: Borowski und die große Wut
- 2024: Mordnacht (Fernsehfilm)
- 2024: Bach – Ein Weihnachtswunder (Fernsehfilm)

## Auszeichnungen
- 2002: Nominierung für den Deutschen Kamerapreis in der Kategorie Kurzfilm für Always Crashing in the Same Car
- 2009: Nominierung für den Deutschen Kamerapreis in der Kategorie Fernsehfilm für Weitertanzen